# خندق الفلبين

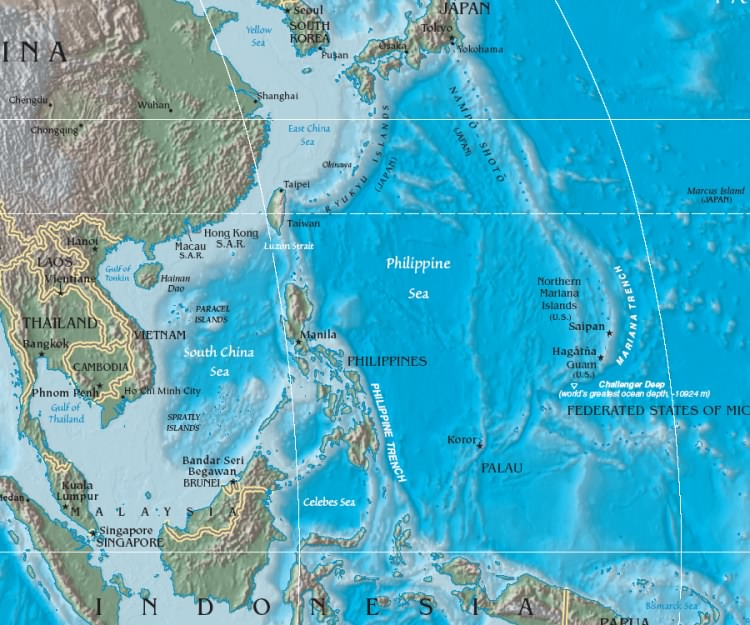
موقع خندق المحيط في بحر الفلبين.

يعد خندق الفلبين أحد أعمق الخنادق المحيطية في العالم ويبلغ أقصى نقطة عمق معروف له 10540م. يمتد على طول الساحل الشرقي للفلبين بـ1320 كم وعرضه 30 كم. يمتد من الشمال الشرقي لقمة جزيرة لوزون بالفلبين ومن الجنوب الشرقي إلى جزيرة هالماهيرا في إندونيسيا.